# العلاقات السودانية الطاجيكستانية
العلاقات السودانية الطاجيكستانية هي العلاقات الثنائية التي تجمع بين السودان وطاجيكستان.

## مقارنة بين البلدين
هذه مقارنة عامة ومرجعية للدولتين:
| وجه المقارنة                                              | السودان                     | طاجيكستان                          |
| --------------------------------------------------------- | --------------------------- | ---------------------------------- |
| المساحة (كم2)                                             | 1.89 مليون                  | 143.10 ألف                         |
| عدد السكان (نسمة)                                         | 40.53 مليون                 | 8.92 مليون                         |
| الكثافة السكانية (ن./كم²)                                 | 21.44                       | 62.33                              |
| العاصمة                                                   | الخرطوم                     | دوشنبه                             |
| اللغة الرسمية                                             | اللغة العربية، لغة إنجليزية | اللغة الطاجيكية                    |
| العملة                                                    | جنيه سوداني                 | ساماني طاجيكي، الروبل الطاجيكستاني |
| الناتج المحلي الإجمالي (بليون دولار)                      | 117.49 مليار                | 7.15 مليار                         |
| الناتج المحلي الإجمالي (تعادل القوة الشرائية) بليون دولار | 176.55 مليار                | 24.03 مليار                        |
| الناتج المحلي الإجمالي الاسمي للفرد دولار أمريكي          | 2.41 ألف                    | 925                                |
| الناتج المحلي الإجمالي للفرد دولار أمريكي                 | 4.07 ألف                    | 2.69 ألف                           |
| مؤشر التنمية البشرية                                      | 0.479                       | 0.624                              |
| رمز المكالمات الدولي                                      | +249                        | +992                               |
| رمز الإنترنت                                              | سودان                       | .tj                                |
| المنطقة الزمنية                                           | ت ع م+03:00، ت ع م+02:00    | ت ع م+05:00                        |

## منظمات دولية مشتركة
يشترك البلدان في عضوية مجموعة من المنظمات الدولية، منها:
| علم المنظمة | اسم المنظمة                        | تاريخ انضمام السودان | تاريخ انضمام طاجيكستان |
| ----------- | ---------------------------------- | -------------------- | ---------------------- |
|             | مؤسسة التنمية الدولية              | 24 سبتمبر 1960       | 4 يونيو 1993           |
|             | مؤسسة التمويل الدولية              | 21 أكتوبر 1960       | 2 ديسمبر 1994          |
|             | منظمة حظر الأسلحة الكيميائية       | ?                    | ?                      |
|             | الأمم المتحدة                      | 12 نوفمبر 1956       | 2 مارس 1992            |
|             | الاتحاد الدولي للاتصالات           | 23 أكتوبر 1957       | 28 أبريل 1994          |
|             | منظمة التعاون الإسلامي             | ?                    | ?                      |
|             | منظمة الشرطة الجنائية الدولية      | ?                    | ?                      |
|             | الاتحاد البريدي العالمي            | ?                    | ?                      |
|             | البنك الدولي للإنشاء والتعمير      | 5 سبتمبر 1957        | 4 يونيو 1993           |
|             | وكالة ضمان الاستثمار متعدد الأطراف | 7 نوفمبر 1991        | 9 ديسمبر 2002          |
|             | يونسكو                             | 26 نوفمبر 1956       | 6 أبريل 1993           |
|             | الفريق المعني برصد الأرض           | ?                    | ?                      |

## وصلات خارجية
- موقع وزارة الخارجية السودانية